# Lepidopterologia
Lepidopterologia (z gr. λεπίδος 'łuska', πτερόν 'skrzydło i -λογία) – dział entomologii (zoologii) zajmujący się badaniem owadów z rzędu motyli (Lepidoptera), tradycyjnie dzielonych na motyle dzienne (Rhopalocera) i motyle nocne (Heterocera). Osoba zajmująca się lepidopterologią jest nazywana lepidopterologiem.

## Historyczne dzieła lepidopterologiczne
- Insectorum sive Minimorum Animalium Theatrum – Thomas Muffet(inne języki) (1634)
- Metamorphosis Naturalis – Jan Goedart(inne języki) (1662–1667)
- Metamorphosis insectorum Surinamensium – Maria S. Merian (1705), ilustrowane przypadki europejskich motyli
- Historia Insectorum – John Ray (1710)
- Papilionum Britanniae icones – James Petiver(inne języki) (1717)

## Słynni lepidopterolodzy
- Per Olof Christopher Aurivillius(inne języki) ze Szwecji – motyle afrykańskie
- Henry Tibbats Stainton(inne języki) z Anglii – molowce (Microlepidoptera)
- Edward Meyrick(inne języki) z Anglii – molowce (Microlepidoptera)
- Jules Léon Austaut(inne języki) z Francji – Parnassius
- Otto Vasilievich Bremer(inne języki) z Rosji – motyle syberyjskie i amurskie
- John Henry Leech(inne języki) z Anglii – motyle chińskie
- Shōnen Matsumura z Japonii – motyle japońskie
- Hans Rebel z Austrii – motyle palearktyczne
- Ruggero Verity(inne języki) z Włoch – motyle palearktyczne
- Hans Fruhstorfer(inne języki) z Niemiec – motyle całego świata, głównie z Jawy
- Herman Strecker z USA – motyle amerykańskie
- Anthony Valletta(inne języki) z Malty – motyle maltańskie
- Margaret Fountaine(inne języki) z Anglii – motyle europejskie, południowoafrykańskie, indyjskie, zachodnio-indyjskie, tybetańskie, amerykańskie i australijskie
- Edna Mosher(inne języki) z Kanady – A Classification of the Lepidoptera based on characters of the pupae (2015)[4]

## Przypisy

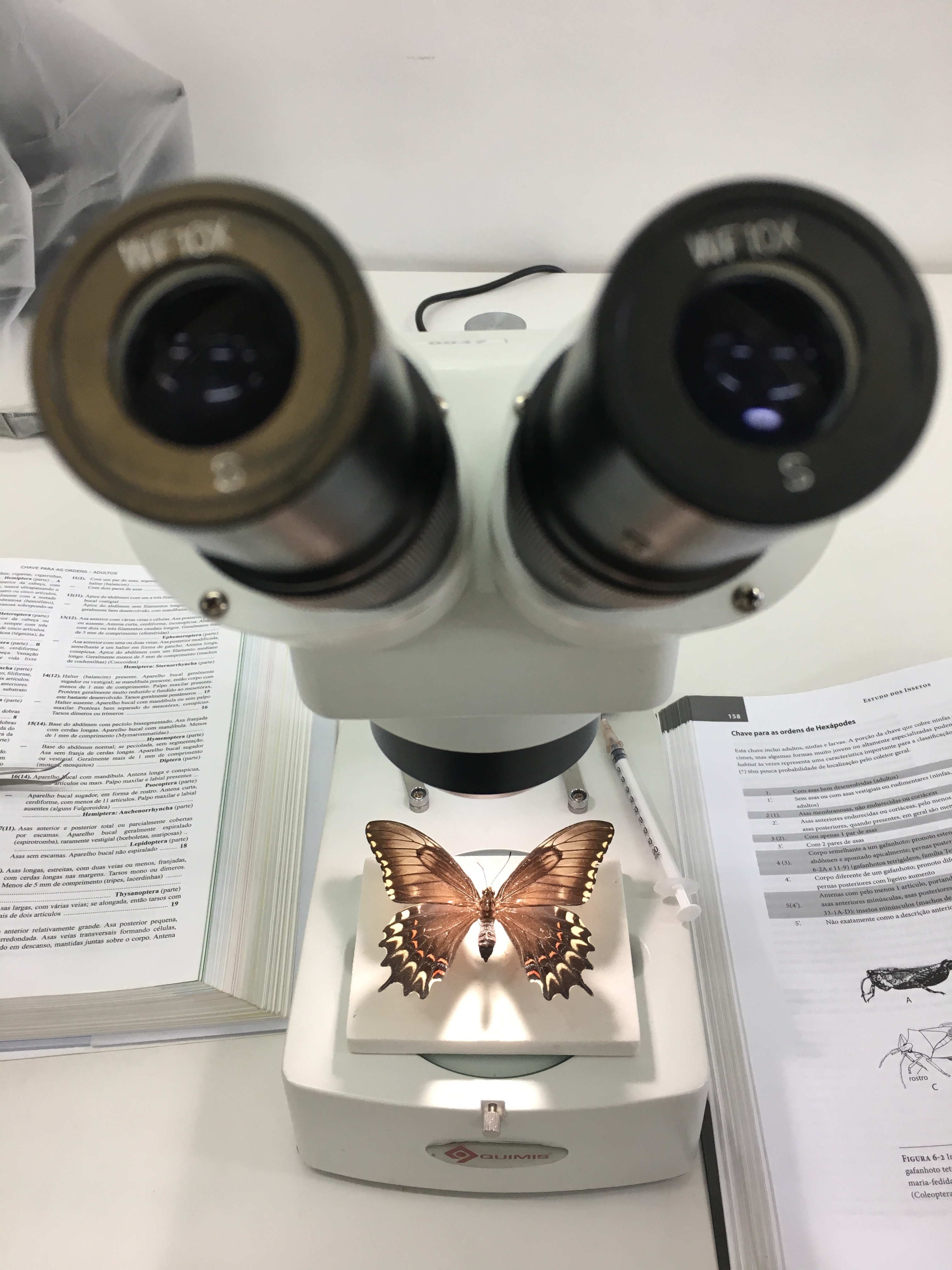
Obserwacja preparatu motyla za pomocą mikroskopu